# Liste der Monuments historiques in Rembercourt-Sommaisne
Die Liste der Monuments historiques in Rembercourt-Sommaisne führt die Monuments historiques in der französischen Gemeinde Rembercourt-Sommaisne auf.

## Liste der Immobilien
| Bezeichnung       | Beschreibung                           | Standort                                   | Kennzeichnung | Schutzstatus | Datum | Bild           |
| ----------------- | -------------------------------------- | ------------------------------------------ | ------------- | ------------ | ----- | -------------- |
| Kirche St-Louvent | gegen Ende des 15. Jahrhunderts erbaut | Rembercourt-aux-Pots, rue Milaville (Lage) | PA00106605    | Classé       | 1840  | weitere Bilder |

## Liste der Objekte
| Bezeichnung                                  | Beschreibung                                                                           | Standort                                                         | Kennzeichnung | Schutzstatus    | Datum     | Bild           |
| -------------------------------------------- | -------------------------------------------------------------------------------------- | ---------------------------------------------------------------- | ------------- | --------------- | --------- | -------------- |
| Weißer Ornat                                 | Tunicella, Dalmatik und Stola; Seide, bestickt, Ende des 18. Jahrhunderts              | Rembercourt-aux-Pots, in der Kirche St-Louvent (Lage)            | PM55001349    | Classé          | 2000      |                |
| Grabinschrift für Nicole Dubois              | Stein, bezeichnet 1428                                                                 | Rembercourt-aux-Pots, in der Kirche St-Louvent (Lage)            | PM55000486    | Classé          | 1952      |                |
| Kruzifix                                     | Holz, farbig gefasst, 17. Jahrhundert                                                  | Rembercourt-aux-Pots, in der Kirche St-Louvent (Lage)            | PM55000490    | Classé          | 1960      |                |
| Weihwasserbecken                             | Kalkstein, 17. Jahrhundert                                                             | Rembercourt-aux-Pots, in der Kirche St-Louvent (Lage)            | PM55002713    | Inscrit         | 2010      |                |
| Skulptur Madonna mit Kind                    | Stein, farbig gefasst, 16. Jahrhundert                                                 | Rembercourt-aux-Pots, am Westportal der Kirche St-Louvent (Lage) | PM55000488    | Classé          | 1960      |                |
| Skulptur Heiliger Nikolaus (1)               | Stein, 18. Jahrhundert                                                                 | Rembercourt-aux-Pots, in der Kirche St-Louvent (Lage)            | PM55000498    | Classé          | 1960      |                |
| Skulptur Heiliger Nikolaus (2)               | Holz, farbig gefasst, Ende des 18. Jahrhunderts                                        | Rembercourt-aux-Pots, in der Kirche St-Louvent (Lage)            | PM55000497    | Classé          | 1960      |                |
| Balustrade der Orgelempore                   | Holz, 16. Jahrhundert                                                                  | Rembercourt-aux-Pots, in der Kirche St-Louvent (Lage)            | PM55000487    | Classé          | 1960      |                |
| Wandgemälde                                  | in der Kapelle auf der Südseite; aus dem 15. Jahrhundert, im Ersten Weltkrieg zerstört | Rembercourt-aux-Pots, in der Kirche St-Louvent (Lage)            | PM55001271    | Classé gelöscht | 1840 1949 |                |
| Skulptur Heiliger Christophorus              | Holz, farbig gefasst, 17. Jahrhundert                                                  | Rembercourt-aux-Pots, in der Kirche St-Louvent (Lage)            | PM55000491    | Classé          | 1960      |                |
| Skulptur Christus in der Rast                | Holz, 16. Jahrhundert                                                                  | Rembercourt-aux-Pots, in der Kirche St-Louvent (Lage)            | PM55000489    | Classé          | 1960      |                |
| Sakristeischrank                             | Eichenholz, 18. Jahrhundert                                                            | Rembercourt-aux-Pots, in der Kirche St-Louvent (Lage)            | PM55002230    | Inscrit         | 1988      |                |
| Skulptur Heiliger Eligius                    | Holz, 18. Jahrhundert                                                                  | Rembercourt-aux-Pots, in der Kirche St-Louvent (Lage)            | PM55000492    | Classé          | 1960      |                |
| Skulptur Heiliger Antonius                   | Holz, farbig gefasst, 17. Jahrhundert                                                  | Rembercourt-aux-Pots, in der Kirche St-Louvent (Lage)            | PM55000493    | Classé          | 1960      |                |
| Skulptur Johannes der Täufer                 | Holz, farbig gefasst, 17. Jahrhundert                                                  | Rembercourt-aux-Pots, in der Kirche St-Louvent (Lage)            | PM55000495    | Classé          | 1960      |                |
| Grabstein für Didier le Fumeux               | Stein, bezeichnet 1527; 1880 zerstört                                                  | Rembercourt-aux-Pots, in der Kirche St-Louvent (Lage)            | PM55001270    | Classé gelöscht | 1840 1949 |                |
| Chorgestühle                                 | Holz, bemalt, 17. Jahrhundert; aus der Zisterzienserinnenabtei Sainte-Hoïlde           | Rembercourt-aux-Pots, in der Kirche St-Louvent (Lage)            | PM55000738    | Classé          | 1840      | weitere Bilder |
| Pietà                                        | Stein, farbig gefasst, 16. Jahrhundert                                                 | Rembercourt-aux-Pots, in der Kirche St-Louvent (Lage)            | PM55001061    | Classé          | 1993      |                |
| Gemälde Martyrium des heiligen Lupentius     | Ölfarbe auf Leinwand, vergoldeter Holzrahmen, 18. Jahrhundert                          | Rembercourt-aux-Pots, in der Kirche St-Louvent (Lage)            | PM55001062    | Classé          | 1994      |                |
| Grabstein für Collin Driget                  | Stein, 16. Jahrhundert                                                                 | Rembercourt-aux-Pots, in der Kirche St-Louvent (Lage)            | PM55000737    | Classé          | 1840      |                |
| Epitaph für Pierre Dupron und Marie Chabreau | Marmor, bezeichnet 1673 und 1679                                                       | Rembercourt-aux-Pots, in der Kirche St-Louvent (Lage)            | PM55000485    | Classé          | 1952      |                |
| Skulptur Heiliger Karl Borromäus             | Holz, farbig gefasst, 17. Jahrhundert                                                  | Rembercourt-aux-Pots, in der Kirche St-Louvent (Lage)            | PM55000496    | Classé          | 1960      |                |
| Skulptur Heiliger Sebastian                  | Holz, farbig gefasst, 17. Jahrhundert                                                  | Rembercourt-aux-Pots, in der Kirche St-Louvent (Lage)            | PM55000494    | Classé          | 1960      |                |